# 金帝榮
金帝榮（韓語：김제영），韓國電影導演、編劇。

## 電影列表
- 2006年：《沒禮貌的傢伙們》（照明部）
- 2008年：短片《陪伴》（동행，導演）
- 2012年：《完美廣播（英语：Wonderful Radio）》（劇本）
- 2013年：《夜之女皇（英语：Queen of the Night (2013 film)）》（劇本、導演）
- 2015年：《Miss Wife》（劇本）
- 2016年：《來看我吧（英语：Insane (film)）》（劇本潤色）
- 2016年：《所以，和黑粉結婚了》（導演）
- 2018年：《奶酪陷阱（英语：Cheese in the Trap (film)）》（導演）

## 電視劇列表
- 2018年：《四子》（劇本）
- 2023年：ENA《绑架之日》（劇本）

## 外部連結
- NAVER （页面存档备份，存于）